# 観音町 (名古屋市)
観音町（かんのんちょう）は、愛知県名古屋市南区の地名。現行行政地名は観音町1丁目から観音町9丁目。住居表示未実施。

## 地理
名古屋市南区西部に位置する。西は泉楽通、南は堤町、北は道徳通に接する。

## 歴史

### 町名の由来
楊柳観音組合により造成された道徳観音山の山頂にあった道徳観音に由来する。観音山は1964年（昭和35年）に取り壊されており、道徳観音は東昌寺に安置された。

### 沿革
- 1935年（昭和10年）12月1日 - 南区豊田町の一部により、同区観音町として成立する[1]。

## 世帯数と人口
2019年（平成31年）4月1日現在の世帯数と人口は以下の通りである。
| 町丁   | 世帯数  | 人口    |
| ------ | ------- | ------- |
| 観音町 | 943世帯 | 2,004人 |

### 人口
国勢調査による人口の推移
| 2000年（平成12年） | 2,424人 | [ WEB 6 ] |  |
| 2005年（平成17年） | 2,155人 | [ WEB 7 ] |  |
| 2010年（平成22年） | 2,117人 | [ WEB 8 ] |  |
| 2015年（平成27年） | 2,002人 | [ WEB 9 ] |  |

## 学区
市立小・中学校に通う場合、学校等は以下の通りとなる。また、公立高等学校に通う場合の学区は以下の通りとなる。
| 番・番地等 | 小学校               | 中学校               | 高等学校 |
| ---------- | -------------------- | -------------------- | -------- |
| 全域       | 名古屋市立道徳小学校 | 名古屋市立大江中学校 | 尾張学区 |

## 施設
- 観音山商店街[2]
- 観音公園[2]
- 道徳保育園[2]
- 観音市場[2]
- 曹洞宗東昌寺[2]
- 日蓮宗法筵寺[2]
- 真宗大谷派廻向寺[2]

- 観音公園（2021年9月）
- 法筵寺（2021年9月）

## その他

### 日本郵便
- 郵便番号 : 457-0845[WEB 3]（集配局：名古屋南郵便局[WEB 12]）。

### WEB
1. 1 2  “愛知県名古屋市南区の町丁・字一覧”.   人口統計ラボ. 2017年10月7日閲覧。
2. 1 2  “町・丁目(大字)別、年齢(10歳階級)別公簿人口(全市・区別)”.   名古屋市 (2019年4月22日). 2019年4月23日閲覧。
3. 1 2  “郵便番号”.  日本郵便. 2019年3月17日閲覧。
4. ↑  “市外局番の一覧”.   総務省. 2019年1月6日閲覧。
5. ↑  名古屋市役所市民経済局地域振興部住民課町名表示係 (2015年10月21日). “南区の町名一覧”.   名古屋市. 2017年10月7日閲覧。
6. ↑  名古屋市役所総務局企画部統計課統計係 (2005年7月1日). “（刊行物）名古屋の町(大字)・丁目別人口 (平成12年国勢調査) 南区” (XLS). 2017年10月8日閲覧。
7. ↑  名古屋市役所総務局企画部統計課統計係 (2007年6月29日). “平成17年国勢調査　名古屋の町(大字)別・年齢別人口 南区” (XLS). 2017年10月8日閲覧。
8. ↑  名古屋市役所総務局企画部統計課統計係 (2012年6月29日). “平成22年国勢調査　名古屋の町(大字)別・年齢別人口 南区” (XLS). 2017年10月8日閲覧。
9. ↑  名古屋市役所総務局企画部統計課統計係 (2017年7月7日). “平成27年国勢調査　名古屋の町(大字)別・年齢別人口” (XLS). 2017年10月8日閲覧。
10. ↑  “市立小・中学校の通学区域一覧”.   名古屋市 (2018年11月10日). 2019年1月14日閲覧。
11. ↑  “平成29年度以降の愛知県公立高等学校（全日制課程）入学者選抜における通学区域並びに群及びグループ分け案について”.   愛知県教育委員会 (2015年2月16日). 2019年1月14日閲覧。
12. ↑  “郵便番号簿 2018年度版” (PDF).   日本郵便. 2019年4月23日閲覧。

### 文献
1. 1 2  名古屋市計画局 1992, p. 849.
2. 1 2 3 4 5 6 7 8 9  「角川日本地名大辞典」編纂委員会 1989, p. 1539.

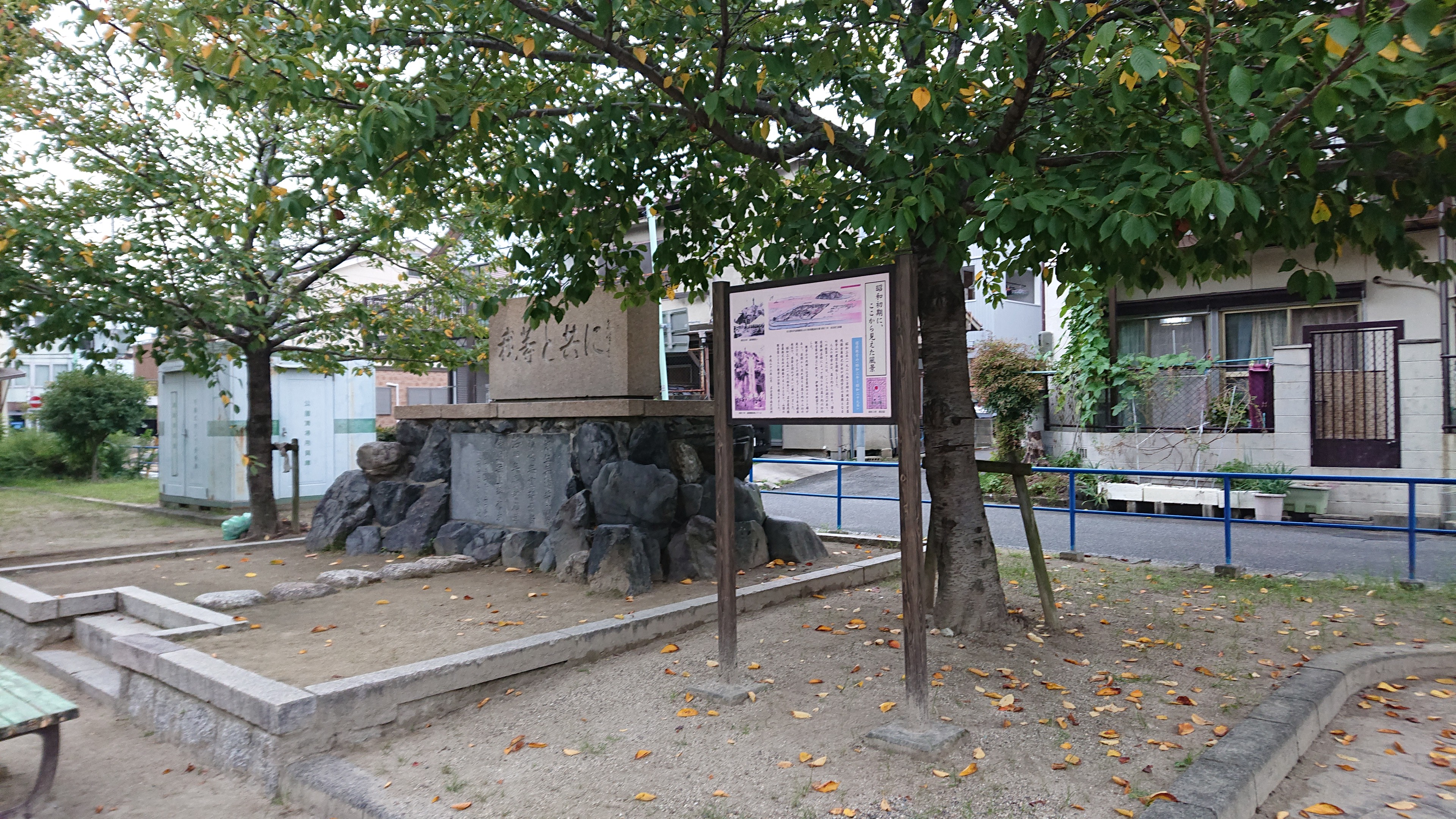
観音公園（2021年9月）
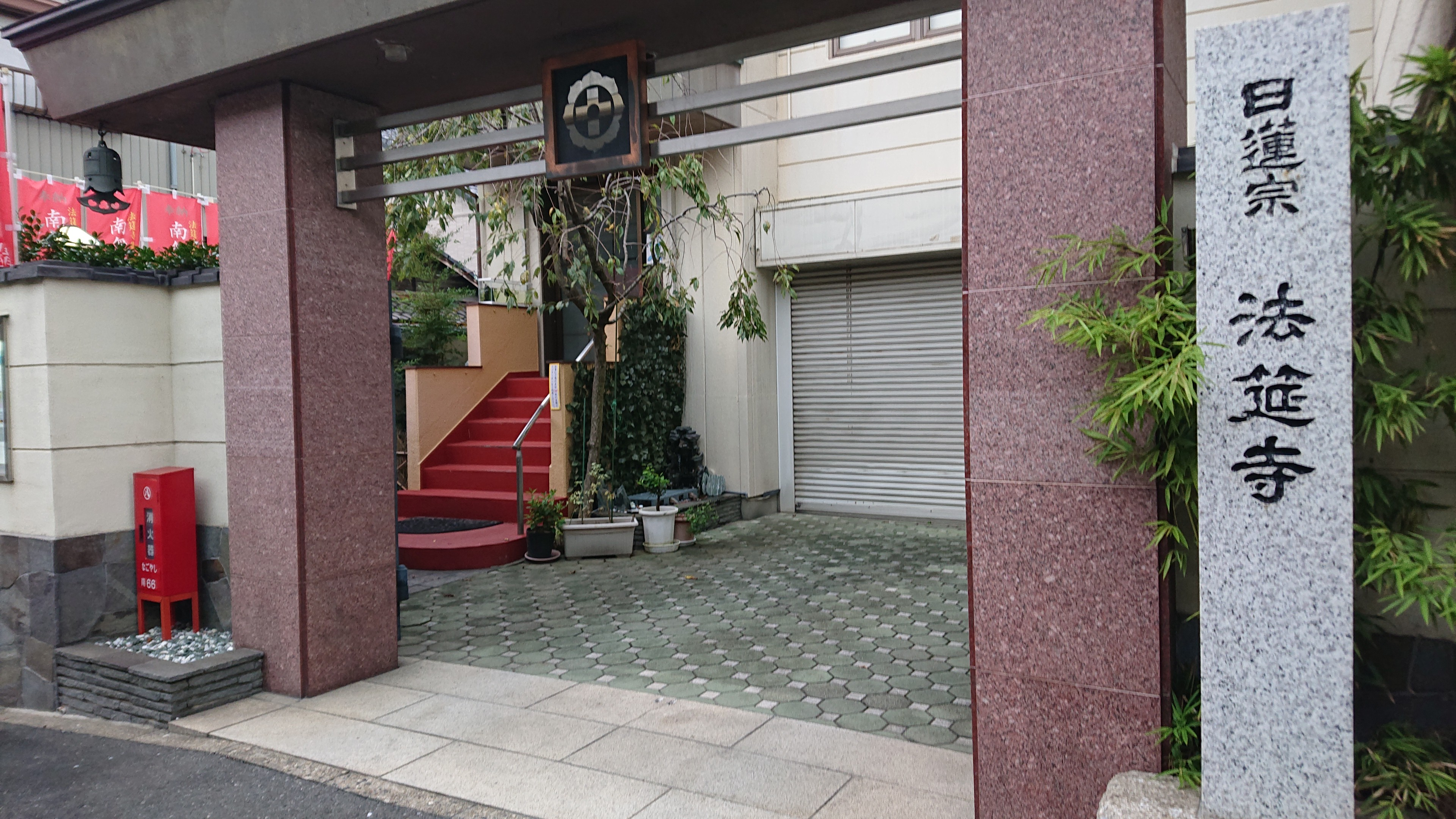
法筵寺（2021年9月）

3. 1 2  名古屋市計画局 1992, p. 561.